# خنداب (تاکستان)
خنداب ، روستایی از توابع بخش ضیاءآباد در استان قزوین ایران است.این روستا دارای یک امامزاده به نام میر خضر میباشد که ساداتِ خضری همگی از نوادگان این امامزاده میباشند

## جمعیت
این روستا در دهستان دودانگه علیا قرار دارد و براساس سرشماری مرکز آمار ایران در سال ۱۳۸۵، جمعیت آن ۱۲۳ نفر (۳۴خانوار) بوده‌است.